# Подлесно-Тавлинское сельское поселение
Подлесно-Тавлинское се́льское поселе́ние — муниципальное образование в Кочкуровском районе Мордовии Российской Федерации.
Административный центр — село Подлесная Тавла.

## История
Статус и границы сельского поселения установлены Законом Республики Мордовия от 28 декабря 2004 года № 121-З «Об установлении границ муниципальных образований Кочкуровского муниципального района, Кочкуровского муниципального района и наделении их статусом сельского поселения и муниципального района».

## Население
| 2002 | 2010 | 2012 | 2013 | 2014 | 2015 | 2016 |
| ---- | ---- | ---- | ---- | ---- | ---- | ---- |
| 702  | ↘608 | ↘603 | →603 | ↘600 | ↘591 | ↘581 |
| 2017 | 2018 | 2019 | 2020 | 2021 |      |      |
| ↘577 | ↘571 | ↗573 | ↘564 | →564 |      |      |

## Состав сельского поселения
| № | Населённый пункт | Тип населённого пункта       | Население |
| - | ---------------- | ---------------------------- | --------- |
| 1 | Подлесная Тавла  | село, административный центр | →564      |